# 珍珠街道
珍珠街道，是中华人民共和国辽宁省丹东市振安区下辖的一个乡镇级行政单位。

## 行政区划
珍珠街道下辖以下地区：
东升社区、临江社区、振安社区、振山社区和临江村。